# كيم دونج-وون (مخرج كوري الجنوبي)
كيم دونج-وون (هانغل: 김동원) هو كاتب سيناريو ومخرج كوري الجنوبي، ولد في 24 فبراير 1955 في سول في كوريا الجنوبية.

## وصلات خارجية
- كيم دونج-وون على موقع IMDb (الإنجليزية)
- كيم دونج-وون على موقع أول موفي (الإنجليزية)
- كيم دونج-وون على موقع قاعدة بيانات الفيلم (الإنجليزية)